# Shakma
 (juillet 2016).
Si vous disposez d'ouvrages ou d'articles de référence ou si vous connaissez des sites web de qualité traitant du thème abordé ici, merci de compléter l'article en donnant les références utiles à sa vérifiabilité et en les liant à la section « Notes et références ».
Pour plus de détails, voir Fiche technique et Distribution.
Shakma est un film d'horreur américain réalisé par Hugh Parks et Tom Logan en 1990.

## Synopsis
Sam (Christopher ATKINS) est un étudiant en médecine du Professeur SORENSON (Roddy McDOWALL). Ce dernier réalise des expérimentations sur Shakma, un babouin. L'une d'elles consiste à lui injecter une drogue expérimentale censée réduire son agressivité. Malheureusement, la substance en question cause l'effet inverse. Sam reçoit l'ordre de l'euthanasier mais, utilisant le mauvais produit, l'endort.
SORENSON, souhaitant necropsier Shakma, repousse sa crémation. Shakma, toujours vivant et à la férocité chimiquement exacerbée, se réveille, prêt à semer la terreur dans l'université.

## Fiche technique
- Titre : Shakma
- Réalisation : Hugh Parks et Tom Logan
- Scénario : Roger Engle
- Musique : David Williams
- Photographie : Andrew Bieber
- Montage : Mike Palma
- Production : Hugh Parks
- Société de production : Castle Hill Productions (en) et Quest Entertainment
- Pays :  États-Unis
- Genre : Horreur, science-fiction et thriller
- Durée : 100 minutes
- Dates de sortie : 
  -  États-Unis : 5 octobre 1990

## Distribution
- Christopher Atkins : Sam
- Amanda Wyss : Tracy
- Ari Meyers : Kim
- Roddy McDowall : Sorenson
- Rob Edward Morris : Gary
- Tre Laughlin : Bradley
- Greg Flowers : Richard
- Ann Kymberlie : Laura
- Donna Jarrett : Brenda